# The Book of Mormon (Musical)
The Book of Mormon ist ein Musical, das im Jahr 2011 neben anderen Auszeichnungen neun Tony Awards und einen Grammy erhielt. Es handelt sich um eine Satire, deren Buch, Texte und Musik von Trey Parker, Matt Stone, und Robert Lopez verfasst wurden. Parker und Stone, die durch die US-amerikanische Fernsehserie South Park Bekanntheit erlangten, sind wie Lopez seit vielen Jahren von Musicals und dem Mormonentum fasziniert. Daher schufen sie diese Show, welche organisierte Religion und das traditionelle Musical auf die Schippe nehmen soll.
The Book of Mormon nimmt Bezug auf das Buch Mormon und erzählt die Geschichte zweier junger mormonischer Missionare, die in ein abgelegenes Dorf im Norden Ugandas gesandt werden, wo ein brutaler Warlord die Bevölkerung bedroht. Naiv und optimistisch versuchen die beiden Missionare, ihre Religion anzupreisen. Es fällt ihnen jedoch schwer, Zugang zu den Einheimischen zu finden, die eher gegen Hunger, Armut und AIDS anzukämpfen versuchen. Das Musical greift dabei den Jungfrauen-Reinigungsmythos auf, als die Nebenfigur des Mattumbo davon abgehalten wird, ein Baby zu vergewaltigen, um sich von AIDS zu heilen.
Nach sieben Jahren Entwicklung feierte die Show im März 2011 am Broadway Premiere. Das Musical wurde hochgelobt und erhielt hervorragende Rezensionen. Im deutschsprachigen Raum wurde es erstmals im Rahmen eines elftägigen Gastspiels vom 7. bis zum 17. November 2019 in der Originalfassung im Kölner Musical Dome aufgeführt.

## Handlung

### Erster Akt
Im Missions-Trainingscenter der Kirche Jesu Christi der Heiligen der Letzten Tage (Mormonen) in Provo führt ein frommer, gut aussehender, hochnäsiger Missionar in spe, Elder Kevin Price, seinen Mitschülern vor, wie die Tür-zu-Tür-Mission funktioniert, bei der versucht wird, Menschen zum Mormonentum zu bekehren („Hello“). Einer der Missionare, Elder Arnold Cunningham, ein unsicherer, übergewichtiger, unverbesserlicher Nerd und Gewohnheitslügner, versucht mitzumachen, ist jedoch ein hoffnungsloser Fall. Price glaubt, dass er, wenn er nur genug betet, für seine Zwei-Jahres-Mission nach Orlando (Florida) geschickt werden wird, aber er wird zusammen mit Cunningham nach Uganda in Afrika geschickt („Two By Two“). Nachdem sie sich von ihren Familien verabschiedet haben, steigen die beiden Elders auf dem Flughafen von Salt Lake City in ein Flugzeug. Price ist sich sicher, dass er (allein) dazu bestimmt ist, etwas Unglaubliches zu tun, während Cunningham einfach nur glücklich ist, einen besten Freund zu haben – den er am Vortag erst kennengelernt hat („You And Me (But Mostly Me)“) – und der – gemäß Missionsregel Nr. 72 – ihn wortwörtlich nicht allein lassen darf, es sei denn, um aufs Klo zu gehen.
Bei der Ankunft im Norden Ugandas werden die beiden mit vorgehaltener Waffe von Soldaten eines örtlichen Kriegsherrn, General Butt-Fucking-Naked (eine Anspielung auf den echten General Butt Naked), ausgeraubt. Mafala Hatimbi und eine Gruppe von Dorfbewohnern erzählen von der täglichen Realität ihres Lebens unter entsetzlichen Bedingungen durch Hunger, Armut und AIDS unter der Regierung eines despotischen, mörderischen Häuptlings, der will, dass alle Frauen beschnitten werden. Um ihr Leben scheinbar besser zu machen, wiederholen die Eingeborenen ständig den Satz „Hasa diga eebowai“ und singen diesen Satz auch als Lied („Hasa Diga Eebowai“). Price und Cunningham singen mit, müssen dann aber entsetzt feststellen, dass „Hasa diga eebowai“ übersetzt „Fick Dich, Gott“ heißt und dass die Dorfbewohner ständige Gotteslästerung begehen, um sich aufzumuntern.
Danach zeigt Nabulungi, Hatimbis Tochter, Price und Cunningham ihre Unterkünfte, wo sie die anderen Missionare treffen, die in der Region stationiert sind, und die bisher nicht in der Lage waren, auch nur einen einzigen Einheimischen dazu zu bringen, zum Mormonentum zu konvertieren. Elder McKinley, der Gebietsleiter, lehrt Price und Cunningham eine allgemein akzeptierte Methode für den Umgang mit negativen und unangenehmen Gefühlen, die durch die Anforderungen des mormonischen Lebensstils hervorgerufen werden (einschließlich McKinleys eigener verdrängter homosexueller Gedanken), nämlich „schalte es aus wie einen Lichtschalter“ („Turn It Off“). Die anderen stimmen zu, dass ihre Gefühle um jeden Preis verborgen bleiben müssen. Price wird von Ängsten gequält, aber Cunningham versichert ihm, dass er (Price) die Eingeborenen erfolgreich in die Kirche holen wird („I Am Here For You“).
Price ist jetzt sicher, dass er Erfolg haben wird, wo die anderen Mormonenältesten versagt haben, und unterrichtet die Eingeborenen über Joseph Smith, den Gründer der Kirche Jesu Christi der Heiligen der Letzten Tage, durch ein Lied, das als eine Hommage an Smith beginnt, aber schließlich in einer Huldigung von Price an sich selbst endet („All-American Prophet“). Die Eingeborenen zeigen nicht das geringste Interesse, da sie Religion nutzlos und Price arrogant und lästig finden. Kurz nach Prices Versuch, die Eingeborenen zu verblüffen, trifft General Butt-Fucking-Naked ein und fordert die Beschneidung der weiblichen Dorfbevölkerung am Ende der Woche, was die Dorfbewohner sehr in Wut bringt und schließlich dazu führt, dass der General wahllos einen Dorfbewohner exekutieren lässt, um die Proteste der Einheimischen zu ersticken. Sicher nach Hause zurückgekehrt, träumt Nabulungi, bewegt von Prices Versprechen von einem irdischen Paradies, von einem besseren Leben in einem neuen Land („Sal Tlay Ka Siti“).
Im Missionshauptquartier gerät Elder McKinley in Panik, nachdem er die Nachricht erhalten hat, dass der Missionspräsident einen vollständigen Bericht über den derzeitigen Stand ihrer extrem erfolglosen Mission verlangt, und seine Angst wird noch verstärkt, nachdem er von Prices und Cunninghams Scheitern erfährt. Schockiert von der Exekution und von der dunklen Realität Afrikas beschließt Price seine Mission aufzugeben, die Versetzung nach Orlando zu beantragen, während Cunningham – loyal wie immer – ihm versichert, er werde Price überall hin folgen („I Am Here For You (Reprise)“). Price jedoch trennt sich kurzerhand von seinem Missionsbegleiter. Allein und gebrochenen Herzens findet Cunningham den Mut, die Leitung zu übernehmen, als Nabulungi zu ihm kommt, um mehr über das Buch Mormon zu erfahren („Man Up“).

### Zweiter Akt
Da Cunningham viel Wissen über das Buch Mormon fehlt (er hat das Buch nie gelesen), denkt er sich Geschichten aus, in denen er das, was er über die mormonischen Lehren weiß, mit Versatzstücken aus Science-Fiction und anderen kulturellen Ideen kombiniert („Making Things Up Again“). Cunninghams kreative Geschichten beziehen sich sogar auf die Probleme des Lebens in einem vom Krieg zerrissenen Uganda, was die Eingeborenen zum Zuhören bringt. Cunningham fühlt sich schuldig, dass er gegenüber den Eingeborenen die Wahrheit verdreht, aber er sagt sich, wenn er damit Menschen hilft, kann es nicht falsch sein. Price, der sich auf seine Abreise vorbereitet, sinnt über die Vergehen nach, die er in seiner Kindheit begangen hat, zum Beispiel, dass er oft die Schuld auf seinen Bruder Jack abgewälzt hat. Er erinnert sich an die Alpträume über die Hölle, die er als Kind hatte und gerät in Panik, als seine Alpträume wieder beginnen („Spooky Mormon Hell Dream“).
Price erwacht aus seinem Alptraum und stellt fest, dass es falsch war, seinen Posten aufzugeben; er teilt seinen Missionars-Kollegen mit, dass er sich wieder seiner Mission verpflichtet fühlt. Cunningham kommt und verkündet, dass zehn Afrikaner begierig an der Kirche interessiert sind. Da der Stachel der Ablehnung durch Price noch in seinem Fleische steckt, ist er nicht bereit, Price zurück in sein Leben zu lassen. Durch die vielversprechenden Nachrichten vom Erfolg in der Region ist Price inspiriert und begibt sich auf die „Mission, für die er geboren ist“. Price tritt dem General mit dem Buch Mormon in der Hand gegenüber, entschlossen, ihn zu bekehren („I Believe“).
Cunningham beendet seine Predigt und die Dorfbewohner sind begeistert; sie lassen sich taufen und akzeptieren das Mormonentum. Nabulungi und Cunningham teilen einen gemeinsamen zärtlichen Moment, als er sie tauft („Baptize Me“). Die Mormonen-Missionare empfinden Gemeinsamkeit mit den Menschen in Uganda und feiern („I Am Africa“). Prices Versuch, General Butt-Fucking-Naked zu bekehren, ist leider misslungen, und er endet damit, dass ihm sein Exemplar des Buches Mormon buchstäblich in den Arsch geschoben wird. Nachdem das Buch operativ aus seinem Rektum entfernt worden ist, ertränkt Price seinen Kummer in vielen Tassen Kaffee in einem Café in Kitguli, wo Cunningham ihn findet. Er erzählt dem verbitterten Price, dass sie zumindest so tun müssen, als seien sie Missionsgefährten, weil der Missionspräsident und andere hochrangige Führer der Mormonen kommen wollen, um das ugandische Missionsteam zu besuchen und ihnen wegen ihres Erfolges zu gratulieren. Nachdem Cunningham weg ist, reflektiert Price voller Bitterkeit über all die gebrochenen Versprechen, die die Kirche, seine Eltern, seine Freunde und das Leben im Allgemeinen ihm gemacht haben („Orlando“).
Bei der Feier werden Price und Cunningham als die erfolgreichsten Missionare in ganz Afrika gefeiert. Kurz darauf platzen Nabulungi und die Dorfbewohner herein und bitten darum, ein Schauspiel aufführen zu dürfen, um sie mit der „Geschichte von Joseph Smith, dem amerikanischen Moses“ zu ehren („Joseph Smith American Moses“). Das Schauspiel stellt allerdings die Verzerrungen der gängigen mormonischen Lehre dar und enthält überdies die „Verzierungen“, die Cunningham hinzugefügt hat. Der Missionspräsident ist entsetzt und befiehlt allen Missionaren, nach Hause zurückzukehren. Er sagt zu Nabulungi, sie und ihre Landsleute seien keine Mormonen. Cunningham ist deprimiert, weil er den Dorfbewohners letztendlich mehr Ärger als Segen gebracht hat und weil er das Gefühl hat, dass er eine Enttäuschung für die Kirche ist. Price jedoch hat eine Erscheinung und erkennt, dass Cunningham Recht hatte: dass, obwohl die Schriften wichtig sind, es noch wichtiger ist, dass die Religion den Menschen hilft. Price und Cunningham versöhnen sich und versichern sich gegenseitig, dass sie in Afrika bleiben und gemeinsam den Ugandern helfen wollen und dass sie beste Freunde sind („You And Me (But Mostly Me) (Reprise)“).
Die Dorfbewohner verstehen nun, was Price erkannt hat und nehmen die Geschichten, die Cunningham ihnen erzählt hat, nicht mehr wörtlich, sondern als Metaphern, die ihnen im täglichen Leben helfen sollen; auch das Mormonentum betreffend. Durch Prices wiederhergestellte Zuversicht gewinnen sie genug Selbstvertrauen, um dem Despoten zu widerstehen, der sich schließlich auch bekehrt. Die Missionare schließen sich mit den Dorfbewohnern zusammen und alle kommen zusammen, um „The Book of Arnold“ zu evangelisieren. Price bringt die Mormonen und die Ugander dazu, sich zu verbünden, um die Erde zu ihrem Paradies-Planeten zu machen, denn schließlich sind sie doch alle „Heilige der Letzten Tage“ („Tomorrow Is A Latter Day“).

## Charaktere und Original Broadway Cast
| Charakter                   | Beschreibung | Original Broadway Cast |
| --------------------------- | --- | ---------------------- |
| Elder Kevin Price           | Ein Missionar, der nach Uganda geschickt wurde, obwohl er lieber nach Orlando gegangen wäre.                                                   | Andrew Rannells        |
| Elder Arnold Cunningham     | Ein anderer Missionar, der auch nach Uganda geschickt wurde. Er verwebt oft Charaktere aus Star Wars und Der Herr der Ringe mit seinen Lehren. | Josh Gad               |
| Nabulungi                   | Mafala Hatimbis Tochter, die davon träumt, nach Salt Lake City zu ziehen.                                                                      | Nikki M. James         |
| Elder McKinley              | Einer der leitenden Mormonen-Ältesten und gegenwärtiger Bezirksleiter für Uganda; er ist heimlich schwul, verleugnet aber seine Gefühle.       | Rory O’Malley          |
| Mafala Hatimbi              | Ein Mitglied des ugandischen Stammes und Cunninghams und Prices Fremdenführer. Nabulungis Vater.                                               | Michael Potts          |
| General Butt- Fucking Naked | Der mörderische Despot des Dorfes, in das Price und Cunningham geschickt wurden.                                                               | Brian Tyree Henry      |
| Mission President           | Der Leiter der Mormonen-Missionare. | Lewis Cleale           |